# Рој (Верчели)
Рој је насеље у Италији у округу Верчели, региону Пијемонт.
Према процени из 2011. у насељу је живело 27 становника. Насеље се налази на надморској висини од 1018 м.